# Governo Menabrea II
Il Governo Menabrea II è stato l’undicesimo esecutivo del Regno d'Italia, il secondo guidato da Luigi Federico Menabrea.
Esso, nato in seguito alle dimissioni governo precedente, è stato in carica dal 5 gennaio 1868 al 13 maggio 1869, per un totale di 494 giorni, ovvero 1 anno, 4 mesi e 8 giorni.

## Compagine di governo

### Appartenenza politica
| Partito | Partito                 | Presidente | Ministri | Totale |
| ------- | ----------------------- | ---------- | -------- | ------ |
|         | Destra storica          | 1          | 3        | 4      |
|         | Indipendente (politica) | -          | 6        | 6      |

### Situazione parlamentare
NOTA: Ai tempi del Regno d'Italia, poiché secondo lo Statuto Albertino il governo rispondeva nei fatti al solo Re, la fiducia parlamentare in senso moderno non era obbligatoria (ed in tal senso vari sono stati i casi di formazione di un governo palesemente privo di tale supporto). La prassi di determinare la sopravvivenza dell’esecutivo in base al supporto parlamentare, dunque, si è andata sviluppando solo successivamente, specie con l’ascesa dei partiti di massa e con l’introduzione del sistema proporzionale, in tempi molto più tardi rispetto all’unità, ed ufficialmente solo con la Costituzione della Repubblica Italiana. Per questo motivo, il grafico sottostante espone, secondo ricostruzioni e dichiarazioni, nonché secondo la composizione del governo, l’eventuale supporto che questo avrebbe o ha ottenuto.
| Camera              | Collocazione | Partiti              | Seggi     |
| ------------------- | ------------ | -------------------- | --------- |
| Camera dei deputati | Maggioranza  | PLC (151), IND (117) | 268 / 493 |
| Camera dei deputati | Opposizione  | DEM (225)            | 225 / 493 |

## Composizione
| Carica                                | Titolare                                                             | Titolare                                                             | Titolare                                                             |
| Presidenza del Consiglio dei ministri | Presidenza del Consiglio dei ministri                                | Presidenza del Consiglio dei ministri                                | Presidenza del Consiglio dei ministri                                |
| ------------------------------------- | -------------------------------------------------------------------- | -------------------------------------------------------------------- | -------------------------------------------------------------------- |
| Presidente del Consiglio dei ministri |                                                                      |                                                                      | Federico Luigi, Conte di Menabrea (Destra storica)                   |
| Ministero                             | Ministri                                                             | Ministri                                                             | Ministri                                                             |
| Affari Esteri                         |                                                                      |                                                                      | Federico Luigi, Conte di Menabrea (Destra storica)                   |
| Agricoltura, Industria e Commercio    | Emilio Broglio (Destra storica) Ad interim (fino al 23 ottobre 1868) | Emilio Broglio (Destra storica) Ad interim (fino al 23 ottobre 1868) | Emilio Broglio (Destra storica) Ad interim (fino al 23 ottobre 1868) |
| Agricoltura, Industria e Commercio    |                                                                      | Antonio Ciccone (Destra storica) (dal 23 ottobre 1868)               |                                                                      |
| Lavori Pubblici                       |                                                                      |                                                                      | Girolamo Cantelli (Indipendente) (fino al 23 ottobre 1868)           |
| Lavori Pubblici                       |                                                                      | Lodovico Pasini (Indipendente) (dal 23 ottobre 1868)                 |                                                                      |
| Interno                               |                                                                      |                                                                      | Carlo Cadorna (Indipendente) (fino al 10 settembre 1868)             |
| Interno                               |                                                                      | Girolamo Cantelli (Indipendente) (dal 10 settembre 1868)             |                                                                      |
| Pubblica Istruzione                   |                                                                      |                                                                      | Emilio Broglio (Destra storica)                                      |
| Guerra                                |                                                                      |                                                                      | Ettore Bertolè Viale (Indipendente)                                  |
| Marina                                |                                                                      |                                                                      | Augusto Riboty (Indipendente)                                        |
| Finanze                               |                                                                      |                                                                      | Luigi Guglielmo Cambray-Digny (Indipendente)                         |
| Grazia e Giustizia e Culti            |                                                                      |                                                                      | Gennaro De Filippo (Indipendente)                                    |

## Cronologia

### 1868
- 5 gennaio - Il Governo giura dinnanzi al Re.
- 7 luglio - Su istanza di Quintino Sella, viene approvata la controversa tassa sul macinato.

### 1869
- 3 maggio - Al fine di permettere una più ampia e trasversale approvazione delle misure di bilancio, il Presidente Menabrea, avendo già precedentemente dialogato con Giuseppe Ferrari, capo di una fazione trasformista e non-ufficiale di deputati piemontesi vicina alla Sinistra storica nota come “La Permanente”, decise di attuare un rimpasto, annunciando contestualmente le sue future dimissioni a tale scòpo.
- 13 maggio - Il Re conferisce nuovamente l’incarico a Menabrea, il quale forma un nuovo esecutivo più esteso. Termina ufficialmente l’esperienza di governo.